# Banen Aalborg - Aalborg Lufthavn
|  | Ikke at forveksle med Øresundsbanen der betjener Københavns Lufthavn. |
Lufthavnsbanen[kilde mangler] er en jernbane mellem Lindholm i Nørresundby og Aalborg Lufthavn, der åbnede for driften 13. december 2020. Banen er blandt andet lavet for at tilgodese de mange rejsende, der rejser til og fra Aalborg Lufthavn, og samtidig gøre det nemmere for dem, der kommer fra Aalborg, at komme dertil.
Baggrunden for anlæggelsen af banen var en aftale mellem partierne Socialdemokraterne, Radikale Venstre, Dansk Folkeparti og SF - Socialistisk Folkeparti, der 21. marts 2013 blev enige om at afsætte ca. 276. mio. DKK til en ny bane fra til Aalborg Lufthavn. Banen blev vedtaget ved lov af Folketinget 29. november 2016. Forundersøgelserne gik i gang i 2017 og blev efterfulgt af detailprojektering og ekspropriationer i 2018. Selve anlægsarbejdet fandt sted i 2019-2020.
Banen som sådan er en 2,8 km lang sidebane, der grener af fra Vendsysselbanen nord for Lindholm Station. Der er anlagt en ny station ved lufthavnen, hvor der også kommer et nyt klargøringsanlæg i stedet for det nuværende ved Lindholm. Undervejs er der anlagt der en bro over Lindholm Å, der samtidig omlagdes. Desuden førtes Thistedvej over banen på en ny bro.

## Stationer
- Aalborg Lufthavn Station